# Iferouane
Iferouane es una comuna rural de Níger, chef-lieu del departamento homónimo en la región de Agadez. En 2011 tenía una población de 13 243 habitantes, de los cuales 6858 eran hombres y 6385 eran mujeres.
Se ubica unos 100 km al este de Arlit, en plena zona desértica de las montañas de Air y sin proximidad a ninguna carretera importante. Debido a esta inhóspita ubicación, ha sido punto de final e inicio de etapa en varias ediciones del Rally Dakar: en 1984, 1985 y 1986.